# In Color
In Color är ett musikalbum av Cheap Trick lanserat 1977 på Epic Records. Albumet var gruppens andra studioalbum och blev initialt bara en medelmåttig framgång i USA, även om det slutligen sålde guld 1979 och platina 2001. Albumet innebar istället att gruppen fick ett genombrott i Japan där låtarna "I Want You to Want Me" och "Clock Strikes Ten" blev stora singelhits. "I Want You to Want Me" blev även senare en hitsingel i USA, men då i en liveversion från albumet Cheap Trick at Budokan.
Magasinet Rolling Stone listade albumet som #443 i listan The 500 Greatest Albums of All Time.

## Låtlista
(låtar utan angiven upphovsman skrivna av Rick Nielsen)
1. "Hello There" – 1:41
2. "Big Eyes" – 3:10
3. "Downed" – 4:12
4. "I Want You to Want Me" – 3:11
5. "You're All Talk" (Rick Nielsen, Tom Petersson) – 3:36
6. "Oh Caroline" – 2:59
7. "Clock Strikes Ten" – 2:59
8. "Southern Girls" (Nielsen, Petersson) – 3:44
9. "Come On, Come On" – 2:41
10. "So Good to See You" – 3:37

## Listplaceringar
- Billboard 200, USA: #73[3]
- Oricon, Japan: #30[4]